# 长茅岭乡
长茅岭乡，是中华人民共和国湖南省常德市鼎城区下辖的一个乡镇级行政单位。

## 行政区划
长茅岭乡下辖以下地区：
大洋湖村、发旺桥村、七斗冲村、大官陂村、田坪村、枫林村、长兴村、七里岗村、花莲冲村、朱家冲村、枫梓洞村、古城山村、南阳陂村、万寿山村、花园村、东门冲村、官坊湾村、万新村和袁家桥村。